# Pont de l'Annonciation
Le pont de l'Annonciation (en russe : Благовещенский мост, Blagovechtchenski most), plus connu sous son ancien nom de pont du Lieutenant Schmidt, est un pont de Saint-Pétersbourg sur la Neva qui relie le centre historique à l'île Vassilievski. Il a été construit entre 1843 et 1850 et était à l'époque le pont le plus long d'Europe.

## Historique

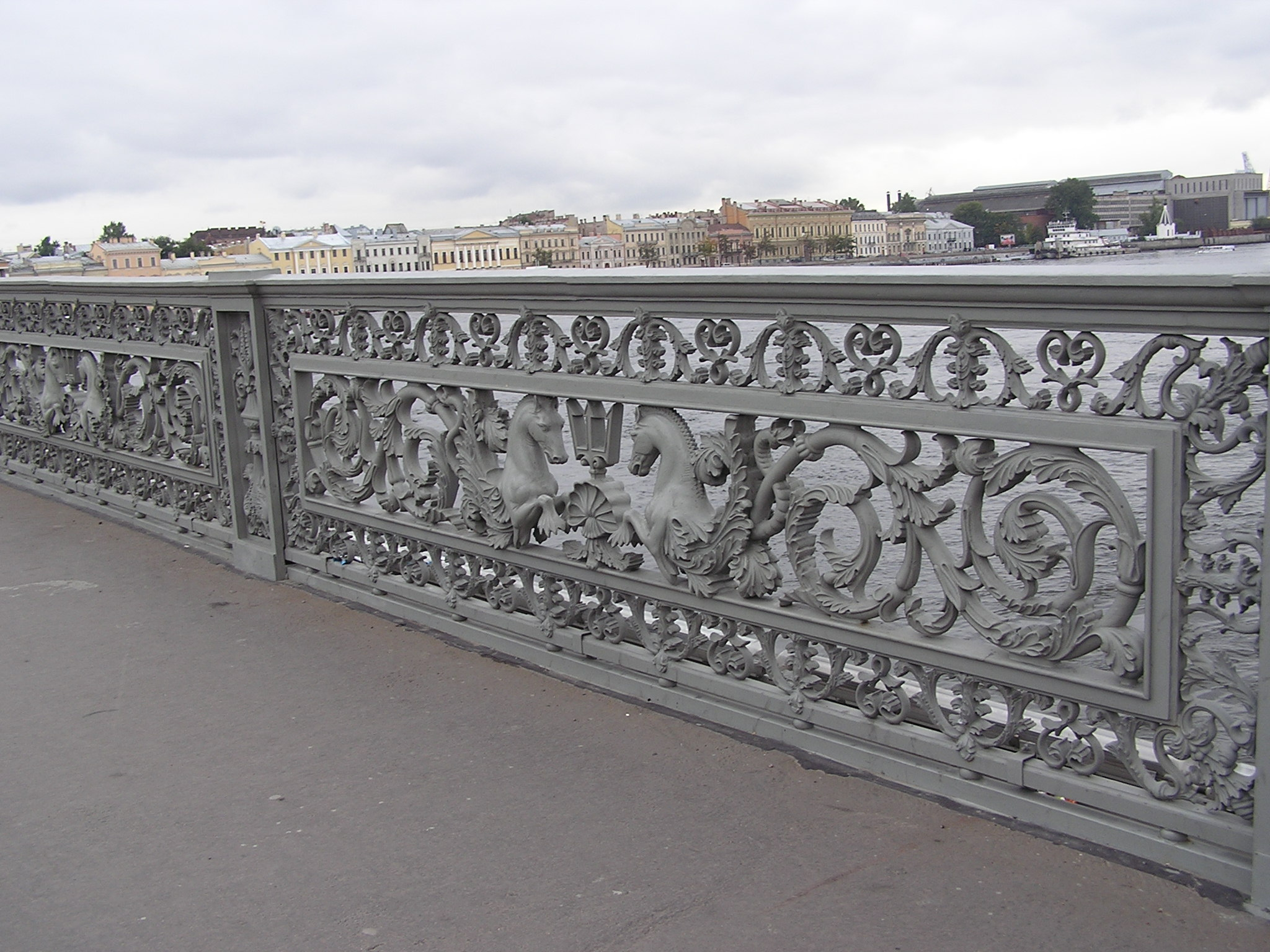
Vue du parapet dessiné par Alexandre Brioullov.

Le pont de fonte avec bascule pour laisser les bateaux s'est d'abord appelé « pont de la Neva » de 1843 à 1850, puis, du 12 novembre 1850 (jour de son inauguration) à 1855, « pont de l'Annonciation », ensuite « pont Nicolas » après la mort de l'empereur Nicolas Ier de Russie et enfin « pont du lieutenant Schmidt » après 1918 en l'honneur du lieutenant Schmidt qui prit la tête de la révolte de la flotte impériale de la mer Noire à Odessa, au début de la révolution de 1905.
Le pont du Lieutenant Schmidt a été démonté et un nouveau pont a été reconstruit au même emplacement de septembre 2005 à août 2007. Il a été rebaptisé « pont de l'Annonciation ».

## Description
Le pont mesure 331 mètres de long sur 37 mètres de large.

## Monument proche
- Statue de l'amiral Johann Adam von Krusenstern